# Borrowed Heaven
Borrowed Heaven (Paraíso Prestado) fue el cuarto álbum de estudio de la banda irlandesa The Corrs. Visto el apoyo del público en sus anteriores discos, siguió en esa línea aunque recuperando el sonido folk de sus inicios, frente a In Blue, y con un sonido notablemente más rock. El álbum está dedicado a Jean Corr (madre de The Corrs) fallecida en 1999, y más expresamente las canciones Angel y Goodbye. Asimismo, la reedición francesa del mismo incluye la canción Miracle, escrita por Caroline Corr con motivo del nacimiento de su primer hijo. Por otro lado, el tema Time Enough For Tears fue compuesta por Bono.
El álbum vendió más de 2 millones de copias en todo el mundo, llegando al número 1 en Irlanda y 2 en Reino Unido y España.

## Lista de canciones
1. Summer Sunshine Sol de verano (single) - 2:54
2. Ángel  (single) - 3:27
3. Hideaway Escondite - 3:20
4. Long Night Noche larga(single) - 3:50
5. Goodbye Adiós - 4:10
6. Time Enough for Tears Tiempo suficiente para lágrimas - 5:04
7. Humdrum Monotonía - 3:44
8. Even If Incluso si - 3:04
9. Borrowed Heaven Paraíso prestado - 4:22
10. Confidence for Quiet Confianza para la calma - 3:12
11. Baby be Brave Cariño se valiente - 4:00
12. Silver Strand Cadena de plata (Instrumental) - 4:26
13. Bonus Track: Miracle Milagro - 6:35

## Listas de ventas
| Año  | Lista                 | Posición | Certificación |
| ---- | --------------------- | -------- | ------------- |
| 2004 | Charts Reino Unido    | 2        | Plata         |
| 2004 | Lista España          | 2        | Oro           |
| 2004 | Charts Irlanda        | 1        | Platino       |
| 2004 | Charts Australia      | 4        | Platino       |
| 2004 | Charts Estados Unidos | 51       | -             |
| 2004 | Charts Alemania       | 2        | Oro           |
| 2004 | Charts Australia      | 4        | Platino       |
| 2004 | Charts Escocia        | 2        |               |

- Datos: Q2566953